# Paepalanthus cylindraceus
Paepalanthus cylindraceus är en gräsväxtart som beskrevs av Silveira. Paepalanthus cylindraceus ingår i släktet Paepalanthus och familjen Eriocaulaceae. Inga underarter finns listade i Catalogue of Life.